# Freddy Quinn en México
Freddy Quinn en México ist das 17. Studioalbum des österreichischen Schlagersängers Freddy Quinn, das 1968 im Musiklabel Polydor (Nummer 20 088) in Mexiko erschien. Es konnte sich nicht in den deutschen Albumcharts platzieren. Singleauskopplungen wurden keine produziert.

## Titelliste
Das Album beinhaltet folgende zwölf Titel:
- Seite 1

1. Viva Mexico
2. Canción mixteca (Original von José López Alavez, 1912[3])
3. Cielito lindo (Original von Carlos Gardel, 1921; komponiert 1882 von Quirino Fidelino Mendoza y Cortés[4])
4. Una Tierna Lágrima
5. Vaya con Dios (Original von Anita O’Day, 1953[5])
6. Ay, Jalisco No Te Rajes (Original als ¡Ay Jalisco… no te rajes! von Jorge Negrete, 1941[6])

- Seite 2

1. Cu-cu-fruit-cu-cu
2. Bésame mucho (Original von Chela Campos & La Lira de San Christóbal, 1941; komponiert von Consuelo Velázquez[7])
3. La barca de oro (im Original ein Volkslied[8])
4. Allá en el rancho grande (Original von Cantantes de la Orquesta Típica Mexicana, 1927[9])
5. Las Golondrinas